# Лущевська Оксана
Оксана Лущевська (англ. Oksana Lushchevska) (нар. 17 лютого 1982, Тальне) — українська дитяча письменниця, поетеса, перекладачка, літературознавиця, дослідниця дитячої літератури. Є членкинею Українського ПЕН.

## Життєпис
Народилась у місті Тальне Черкаської області. У 2004 році закінчила філологічний факультет Уманського державного педагогічного університету імені Павла Тичини, за фахом — педагог.
З 2010 по 2012 рік навчалась у магістратурі Університету штату Пенсильванія (США). Вивчала російську літературу та компаративістику, дитячу літературу. 2016 року здобула ступінь доктора наук в Університеті Джорджії, спеціалізація — «Мова і грамотність» (Language and Literacy).
Три роки працювала оглядачкою перекладних книжок для американської секції Міжнародної ради з дитячої та юнацької книги (IBBY). Дописувала про українську дитячу літературу до IBBY European Newsletter. Є ініціаторкою проєкту «Крок уперед: Глобалізуємось разом із українсько-англійськими книжками-картинками», що фокусується на виданні таких книг у видавництві «Братське». Співзасновниця блогу про сучасну дитячу літературу «Казкарка» та «Рейтингу критика».
Лауреатка та переможниця літературних конкурсів «Золотий лелека» (2008), «Смолоскип» (2009), «Гранослов» (2007), «Напишіть про мене книжку» (2016, 2018).
З 2014 року активно консультує видавництва стосовно книг для перекладу. Як консультантка й авторка бере участь у розробці багатьох літературних проєктів, наприклад, «Це зробила вона».
Нині живе в місті Шарлотт, Північна Кароліна (США).

## Відзнаки
Лауреатка конкурсів «Гранослов» (2007), «Витоки» (2008), «Рукомесло» (2008, 2009) та Літературного конкурсу видавництва «Смолоскип» (2009).
- 2008 — переможниця II Всеукраїнського конкурсу творів для дітей шкільного віку «Золотий лелека»;
- 2012 — книга «Друзі за листуванням» увійшла до довгого списку премії «Великий Їжак»;
- 2012 — книга «Солька і кухар Тара-пата» отримала диплом III ступеня в номінації «Книга для дітей та юнацтва» на IX Міжнародному конкурсі країн-учасниць СНД «Мистецтво книги»;
- 2015 — переможниця конкурсу «Напишіть про мене книжку!», оголошеного видавництвом «Фонтан казок» (за повість «Вітер з-під сонця»);
- 2017 — повість «Задзеркалля» визнано найкращою українською книжкою року для дітей і підлітків у номінації «Книжки для старшого шкільного віку» за версією «Рейтингу критика–2016»[5].
- 2017 — повість «Вітер з-під сонця» увійшла до престижного каталогу 200 найкращих дитячих книжок світу «White Ravens» («Білі круки»).[6]

## Різне
Засновниця дитячих онлайн-курсів Joyful Fox Reading Club, спрямованих на розвиток читацької культури, критичного мислення та візуальної грамотності.
Співзасновниця блогу про сучасну дитячу літературу «Казкарка» [Архівовано 5 червня 2022 у Wayback Machine.]«.
Співзасновниця літературно-мистецького порталу „Захід-Схід“ [Архівовано 3 листопада 2013 у Wayback Machine.]».
Співавторка проєкту «Крок уперед: Глобалізуємось разом із українсько-англійськими книжками-картинками», що займається виданням книжок-білінгвів. Наразі видано три книжки: «Скільки?/ How Many?» Галини Кирпи і Ольги Гаврилової, «Монетка/A Coin» Ані Хромової і Анни Сарвіри, «Пан Коцький, Міра і море/Mr. Catsy, Mira and the Sea» Віолетти Борігард та Оксани Лущевської.

## Інтерв'ю
- Інтерв'ю для «Букмоль» [Архівовано 5 квітня 2016 у Wayback Machine.]
- Інтерв'ю для «БараБуки» [Архівовано 2 червня 2016 у Wayback Machine.]
- Інтерв'ю для «Видавництва Старого Лева» [Архівовано 10 вересня 2016 у Wayback Machine.]
- Інтерв'ю для «Освіта України»
- Інтерв'ю на офіційному сайті видавництва «Грані-Т»[недоступне посилання з липня 2019]
- Інтерв'ю для газети «Україна Молода» [Архівовано 4 березня 2016 у Wayback Machine.]

## Літературна критика
- http://litakcent.com/author/oksana-lushchevska/ [Архівовано 1 січня 2011 у Wayback Machine.]
- http://www.chl.kiev.ua/key/Books/ShowBook/68 [Архівовано 11 серпня 2020 у Wayback Machine.]

## Рецензії
- М. Київська. Подорож до «Задзеркалля», або Насолода від падіння [Архівовано 31 травня 2016 у Wayback Machine.]
- М. Удуд. Промовлялки з китом [Архівовано 24 травня 2016 у Wayback Machine.]
- Н. Білецька. Логопедичні вправи з китом та восьминогом [Архівовано 30 липня 2016 у Wayback Machine.]
- В. Чернишенко. Інша книжка для підлітків [Архівовано 8 травня 2016 у Wayback Machine.]
- Л. Гречанюк. «Інший дім» Оксани Лущевської: Повість двох міст [Архівовано 22 квітня 2016 у Wayback Machine.]
- Г. Бокшань «Майстерня дитячих скарбничок» [Архівовано 4 березня 2016 у Wayback Machine.]
- Н. Гербіш «„Дивні химерики…“ Оксани Лущевської — різдвяний казко-детектив»
- Н. Марченко. «Оксана Лущевська „Золоте колесо року“» [Архівовано 13 листопада 2011 у Wayback Machine.]
- Н. Малетич «Мандрівка крізь час від Оксани Лущевської» [Архівовано 1 квітня 2014 у Wayback Machine.]
- М. Коляно «Не зрадити свою мрію» [Архівовано 15 березня 2011 у Wayback Machine.]
- В. Вздульська. Проблемна проза для дітей «Мені не потрапити до „Книги рекордів Гіннеса“» [Архівовано 1 квітня 2016 у Wayback Machine.]